# Musée basque du Chemin de fer
Le musée basque du Chemin de fer, situé dans les garages et les ateliers de l'ancien chemin de fer d'Urola du Guipuscoa, dans la ville d'Azpeitia en Pays basque (Espagne), est un musée établi par la compagnie ferroviaire EuskoTren, laquelle dépend du Gouvernement basque.

## Le musée

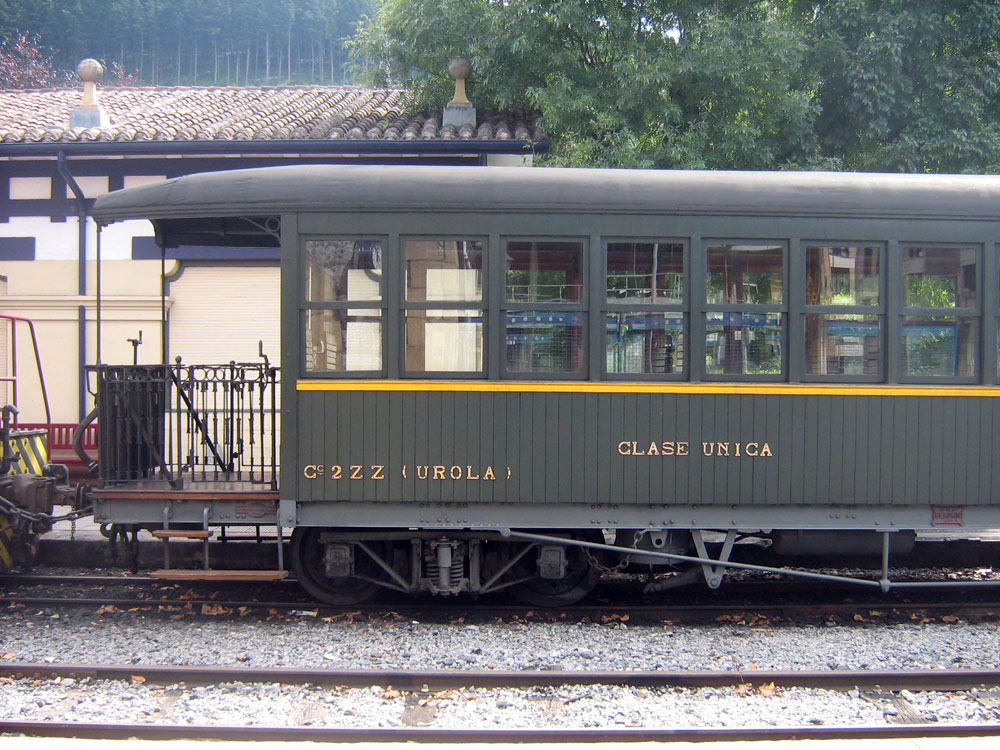
Une des pièces de la collection du musée.

Le musée rassemble un vaste échantillon de matériel ferroviaire de tout type, en soulignant la raison, ainsi que la documentation et la bibliographie sur le chemin de fer et son histoire au Pays basque.
Les installations du chemin de fer d'Urola, le premier chemin de fer électrifié d'Espagne et qui a été pratiquement maintenu sans modification significative dans sa structure et matériel roulant depuis son inauguration en 1926 jusqu'à sa fermeture, a cessé de fonctionner en 1986 et a été définitivement fermé en 1988. On a commencé à le transformer en musée et loger la collection de divers matériel qui a été repris par les responsables commandés par le gouvernement de nombreuses lignes ferroviaires qui sont apparues au début du XXe siècle et ont été fermés dans la dernière partie de ce dernier dans toute la géographie basque. On a créé en 1992 et on l'a ouvert au public en 1994.
Il conserve dans sa collection, outre le matériel mobile, divers matériel en rapport avec le train, comme des horloges, uniformes, anciens jouets, machine-outil, lumières, etc. Quant au matériel mobile, il est le musée espagnol possédant le plus grand nombre de locomotives à vapeur opérationnelles. S'appuyant sur cela, le musée organisait des promenades en locomotive à vapeur et des voitures historiques dans un tronçon de voie refait de l'ancien chemin de fer de l'Urola. Ce tronçon, entre les gares d'Azpeitia et de Lasao, a une longueur de 5 km.
Les ateliers de maintenance du chemin de fer de l'Urola restent dans le même état à celui de sa fermeture, ce qui les a transformés en uniques ateliers mécaniques conservés depuis le début du XXe siècle.

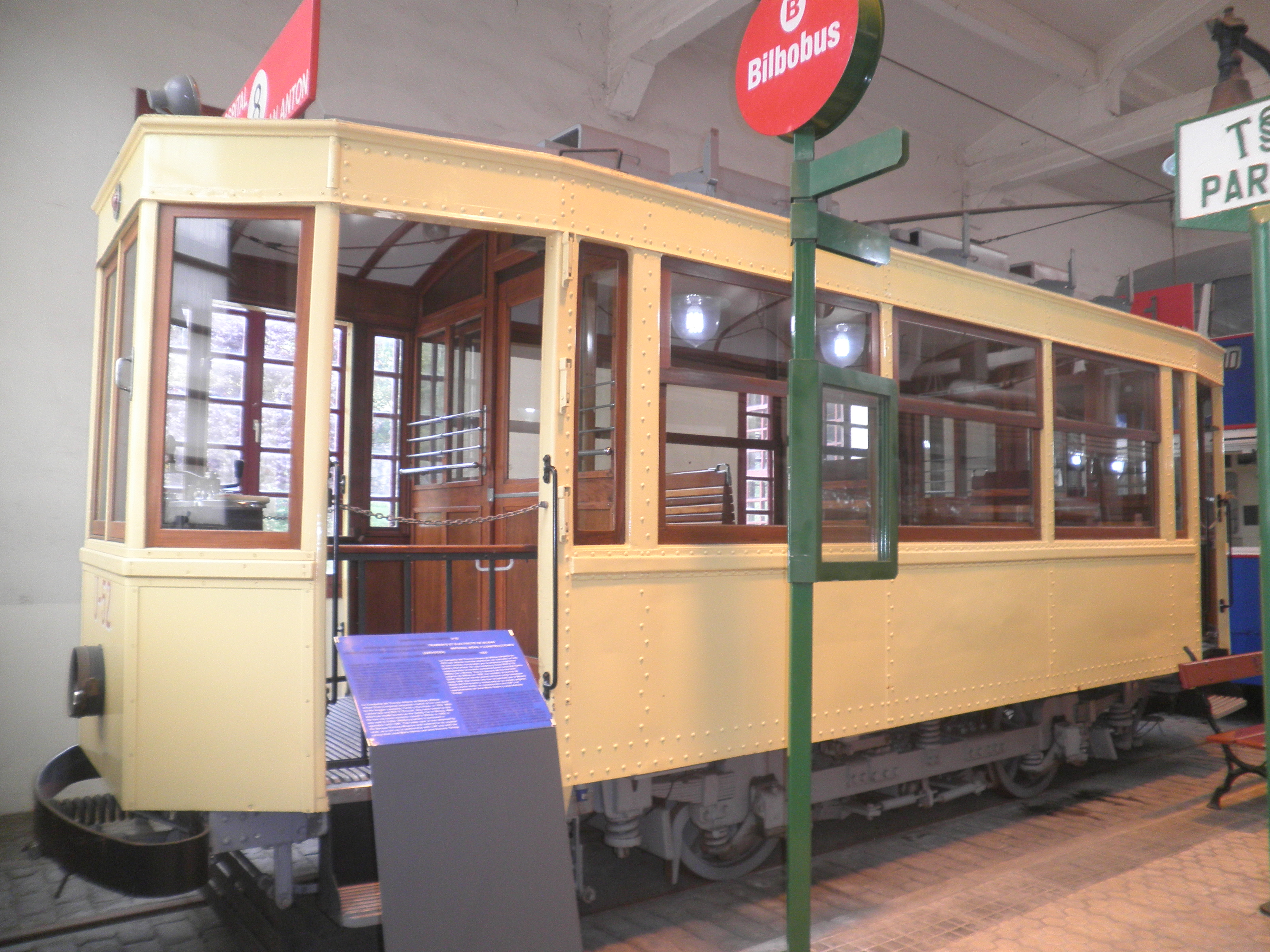
Motrice des tramways de Bilbao exposée au musée